# Cuadros (kommun)
Cuadros är en kommun i Spanien.   Den ligger i provinsen Provincia de León och regionen Kastilien och Leon, i den norra delen av landet, 300 km nordväst om huvudstaden Madrid. Antalet invånare är 2 010. Arean är 110 kvadratkilometer. Cuadros gränsar till Sariegos, San Andrés del Rabanedo, Ríoseco de Tapia, Carrocera, La Robla och Garrafe de Torío. 
Terrängen i Cuadros är varierad.